# شميم (اسم)
شميم هو اسم علم مذكر من أصل عربي، ومعناه هو الأنوف الرائحة الطيبة الكثير الشم المرتفع.

## شخصيات تحمل الاسم
- شميم الحلي ( – 1205)

## وصلات خارجية
- موسوعة السلطان قابوس لأسماء العرب نسخة محفوظة 5 أبريل 2019 على موقع واي باك مشين.